# 范安婷
范安婷（Anie Fann，1984年3月8日—），台灣創作歌手。

## 年表

### 出身
- 范安婷生於台灣台北市，六岁時與家人移民到国外，接受英語系的教育，畢業於美國南加州大學。[1][2]

### 出道
- 2006年簽約香港的蜂鳥音樂，期間曾以「AnieFann」的名義推出單曲，並為鄧紫棋的歌曲合作填詞。亦在全台灣各個Livehouse及表演場所進行過演出，參加過《超級星光大道6》等歌唱比賽，磨練舞台經驗。
- 2009年，范安婷決定前往赴美國好萊塢知名的 Musicians Institute（MI）音樂學院就讀兩年，得到許多收穫，包括如何成為真正的專業藝人[3]。
- 2010年，范安婷執導歌手曾鈺婷的歌曲《耳語》MV。

### 音樂事業
- 2011年回台灣後發展音樂事業，先後發表兩張創作EP《冬天在好萊塢（Winter in Hollywood）》與《聽說有個人，在紐約等著我》。
- 2013年參加《新光三越不插電音樂大賽》獲得季軍，原創曲《Daylight Robbery》徵選更收錄在2013臺北流行音樂季的紀念合輯中[4]。
- 2015年范安婷入選喜歡音樂舉辦的原創音樂人培訓計劃，透過計畫發行創作合輯《一種注目》。
- 2016年受邀於Simplelife現場演出，同時籌備個人首張專輯[5]。
- 2017年3月24日，范安婷的首張個人國語專輯《我的國語 你聽不聽得懂》正式發佈。

## 作品

### 音樂專輯
| 專輯 | 專輯名稱                 | 專輯類型         | 發行公司     | 發行日期      | 曲目 |
| ---- | ------------------------ | ---------------- | ------------ | ------------- | --- |
| 1st  | Winter in Hollywood      | 個人原創專輯、EP | 自資         | 2011年5月5日  | 曲目 1. 沒有問題沒有衝突 2. Winter in Hollywood 3. 寶座 4. 想寫首歌 5. Happy Hour 6. Nightlight |
| 2nd  | 聽說有個人，在紐約等著我 | 個人原創專輯、EP | 自資         | 2014年7月21日 | 曲目 1. 用紙牌蓋房子 2. 在我走前 3. Pendulum 4. 聽說有個人，在紐約等著我 |
| 3rd  | 我的國語 你聽不聽得懂    | 首張國語專輯     | 顏社         | 2017年3月24日 | 曲目 1. 跑不過人家 2. 對不起爸爸我愛上一個不賺錢的工作 3. 新玩具 4. Shipwrecked 5. 我的鄰居在寫一部恐怖片 6. 已不是我 7. 賣掉/丟掉/燒掉 8. 破音是種藝術 9. 戴眼鏡的旅人 10. With his heart, she runs 11. 山 12. 我的國語 你聽不聽得懂 |
| 4th  | 亞底米1889               | 第二張國語專輯   | 好有感覺音樂 | 2020年9月30日 | 曲目 1. 換！ 2. 藍髮金眼 3. 真人 4. 機長報告 5. 阿姨好，叔叔好 6. 轉 7. 草莓蛋糕 8. 今天還有很多想要分享 9. 亞底米1889 10. 乖 11. The sun sets, on the Wild West 12. 2019                                                             |

### 單曲
- 2010年：《放生》
- 2010年：《小喬跳牆》
- 2016年：《人造雨 (feat. 浩智)》
- 2016年：《自由行不行(黃奕儒 feat. 范安婷)》

### 合輯
- 2013年：《臺北流行音樂季》紀念合輯，收錄單曲《Daylight Robbery》
- 2016年：喜歡音樂原創合輯《一種注目》，收錄單曲《新地島》

### 填詞
- 2009年：鄧紫棋《Mascara 煙燻妝》合作填詞，收錄於鄧紫棋專輯《18...》

### 導演
- 2010年：曾鈺婷《耳語》MV （页面存档备份，存于）
- 2014年：范安婷《聽說有個人，在紐約等着我》MV （页面存档备份，存于）

### 電影配樂
- 2012年：《Winter In Hollywood （页面存档备份，存于）》

## 參與節目

### 歌唱比賽
- 2009年 - 2010年：《超級星光大道6》

### 大型節目
- 2016年：第六屆《簡單生活節》

## 獎項
- 2013年：第一屆《新光三越不插電音樂大賽》 季軍（獲獎）
- 2018年：第29屆金曲獎《最佳演唱錄音專輯獎》（提名）

## 外部連結
- 范安婷官方網站 （页面存档备份，存于）
- 范安婷的Facebook專頁
- YouTube上的范安婷頻道